# L'Auret
L'Auret (en francès Lauraët) és un municipi francès situat al departament del Gers i a la regió d'Occitània. Limita amb els municipis de Montrejau deu Gèrs, Bèumont, Moishan, Gondrin i L'Agraulet deu Gèrs.

## Demografia
| 1962                                       | 1968 | 1975 | 1982 | 1990 | 1999 | 2006 |
| ------------------------------------------ | ---- | ---- | ---- | ---- | ---- | ---- |
| 316                                        | 300  | 253  | 220  | 215  | 207  | 240  |
| Des de 1962: població sense dobles comptes |      |      |      |      |      |      |

## Administració
| Període | Identitat    | Partit |
| ------- | ------------ | ------ |
| 2001-   | Bernard Lebe |        |